# جرج گری ترنر
جرج گری ترنر (انگلیسی: George Grey Turner؛ ‏ ۸ سپتامبر ۱۸۷۷ – ۲۴ اوت ۱۹۵۱) جراح اهل بریتانیا بود. وی دانش‌آموختهٔ رشتهٔ پزشکی در «دانشکدهٔ پزشکی نیوکاسل» بود و در جریان جنگ جهانی اول در سپاه پزشکی ارتش سلطنتی خدمت کرد. او از سال ۱۹۲۷ استاد دانشگاه دورام شد.
پس از جنگ، گری ترنر بابت انجام یکی از نخستین جراحی‌های خارج کردن گلوله از قلب یک سرباز مشهور شد. گلوله البته هرگز خارج نشد، اما عمل جراحی گری ترنر جان بیمار را از مرگ حتمی نجات داد.
نشانه گری ترنر به افتخار او نام‌گذاری شده است.